# Bad Teacher
Bad Teacher (Malas enseñanzas en Hispanoamérica) es una comedia estadounidense dirigida por Jake Kasdan y protagonizada por Cameron Diaz y Justin Timberlake.

## Argumento
Elizabeth Halsey es una joven profesora de inglés de escuela secundaria que es inmoral, de clase media, que maldice a sus estudiantes, bebe alcohol en exceso, fuma cannabis (marihuana) y muestra películas mientras duerme durante clases. Ella planea dejar de enseñar y casarse con su rico prometido Mark, pero cuando él la echa de su casa después de descubrir que sólo está interesada en su dinero, Elizabeth debe reanudar su trabajo. Ella trata de ganar a su sustituto profesor Scott Delacorte, que también es rico porque su familia dirige una compañía de relojes. Amy Squirrel, una dedicada pero demasiada entusiasta colega, también persigue a Scott, mientras que el profesor de gimnasia de la escuela, Russell Gettis, deja claro que está interesado en Elizabeth románticamente; ella, sin embargo, no está interesada en él porque él es apenas un profesor de la gimnasia. Al principio de la película, Elizabeth planea hacerse una cirugía para aumentar sus pechos, y se vuelve muy motivada para hacerlo una vez que descubre que la exnovia de Scott tenía pechos grandes. Sin embargo, cuando intenta programar una cita para su cirugía, no puede permitirse el procedimiento ya que cuesta $9.300. Para empeorar las cosas, Scott admite que tiene un enamoramiento con Amy, y que sólo le gusta Elizabeth como una amiga.
Elizabeth intenta recaudar dinero para la cirugía al participar en el lavado de autos de su clase del séptimo grado vistiendo ropa provocativa y manipulando a los padres para darle dinero para más útiles escolares y tutoría, pero sus esfuerzos no son suficientes. Amy, actuando sobre el creciente resentimiento entre ellos debido a que Elizabeth persigue a Scott e ignora las reglas de la escuela, intenta avisar al director sobre el esquema de Elizabeth (malversación), pero él rechaza sus afirmaciones como infundadas.
Elizabeth descubre más tarde mediante su mejor amiga, Lynn Davies, que el profesor de la clase con los resultados más altos en la prueba del estado recibirá un bono de $ 5.700. Con este conocimiento, Elizabeth decide cambiar su estilo de enseñanza, obligando a la clase a leer intensamente y estudiar To Kill a Mockingbird para el próximo examen. Sin embargo, el cambio es demasiado tarde e insuficiente. Los estudiantes tienen puntuaciones terribles en sus exámenes, frustrándola aún más. Mientras tanto, se hace amiga de Russell, el profesor de gimnasia, cuando Amy y Scott comienzan a salir. Desesperada por pagar el procedimiento para su cirugía de senos, Elizabeth roba las respuestas de las pruebas estatales disfrazándose de periodista y seduciendo a Carl Halabi, un funcionario estatal que se encarga de crear y distribuir los exámenes. Elizabeth emborracha a Carl y lo convence de llevarla a su oficina para tener relaciones sexuales, pero ella pica su bebida y roba una copia de las respuestas. Un mes más tarde, la clase de Elizabeth aprueba la prueba y ella gana la bonificación, dándole los fondos necesitados para conseguir agrandar sus pechos.
Cuando Elizabeth se entera de que Amy y Scott irán juntos al próximo viaje de campo, envenena una manzana con hiedra venenosa y la deja para Amy, que termina con su rostro estallando en ampollas, por lo que no puede ir. En el viaje, Elizabeth seduce a Scott. Ellos no tienen relaciones como cualquier persona normal y Elizabeth secretamente llama a Amy usando el teléfono de Scott, dejando un mensaje de grabación de toda la acción, asegurando que ella sepa sobre el asunto. Sin embargo, el comportamiento peculiar de Scott, que fue sutilmente expuesto por Russell, decepciona a Elizabeth.
Elizabeth más tarde da consejos a uno de sus estudiantes que tiene un enamoramiento no correspondido con una compañera de clase, la superficial Chase, lo que le hace reflexionar sobre cómo ella misma ha sido superficial también. En una excursión, el muchacho hace una confesión pública embarazosa de su amor y es ridiculizado por sus compañeros de clase. Elizabeth lo lleva a otro lugar, le da su sujetador y le dice a todo el mundo que lo pilló teniendo relaciones sexuales con una estudiante de otra escuela, lo que borra su imagen de perdedor. Mientras no hay nadie en la escuela, Amy cambia el escritorio de Elizabeth con el suyo para engañar al portero para que abra el cajón sellado de Elizabeth. Amy encuentra el disfraz de periodista de Elizabeth y la prueba de práctica, lo que le lleva a sospechar que Elizabeth hizo trampa en el examen estatal. Amy informa al director y consigue que Carl testifique contra ella. Sin embargo, Elizabeth tomó fotos embarazosas de Carl mientras que él fue drogado y, con la ayuda de su compañero de cuarto, Kirk, los utiliza para chantajearlo para decir que ella es inocente. Habiendo fracasado en preguntarle a Elizabeth por hacer trampa, Amy la acusa de consumir drogas, basándose en un consejo de una estudiante. Cuando llegan los policías y traen a su perro de rastreo para buscar en la escuela, encuentran las mini botellas de licor de Elizabeth, la marihuana y las pastillas de OxyContin en el salón de clase de Amy, en un compartimiento secreto en el escritorio de Elizabeth.
Al final del año escolar, Amy es trasladada a la peor escuela del condado por el superintendente. Scott le pide a Elizabeth que comience de nuevo, lo que indica que ahora está enamorado de ella, pero Elizabeth lo rechaza a favor de una relación con Russell, con quien ella ha descubierto que tienen mucho en común. Cuando comienza el nuevo año escolar, Elizabeth no ha conseguido el aumento de pechos después de todo, porque siente que se ve bien como está. Ella también tiene un nuevo puesto como consejera escolar del establecimiento.

## Reparto
- Cameron Diaz como Elizabeth Halsey.
- Justin Timberlake como Scott Delacorte.
- Jason Segel como Russell Gettis.
- Lucy Punch como Amy Squirrel.
- Phyllis Smith como Lynn Davies.
- Eric Stonestreet como Kirk.
- John Michael Higgins como Wally Snur.
- Thomas Lennon como Carl Halabi.
- Molly Shannon como Melody.
- Matthew J. Evans como Garrett Tiara.
- Noah Munck como Tristan.
- Kaitlyn Dever como Sasha Abernathy.
- Kathryn Newton como Chase Rubin-Rossi.
- Dave Allen como Sandy Pinkus.
- Adrian Kali Turner como Shawn.

## Estreno

### Recaudación
El film fue estrenada en Norteamérica el 20 de junio de 2011 en 3,049 salas de cine. Recogió $12,243,987—$4,016 por sala — en su día de apertura, y recaudó un total de $31,603,106 es su primer fin de semana, terminando en #2 en la taquilla, detrás de Cars 2. En Alemania, la película terminó en el n.º 1 en la country's Cinema Charts en su fin de semana de apertura después de que 496,000 personas hayan visto la película. Esto causó que Kung Fu Panda 2, cayera en el n.º 2. La película engrosó $100.3 millones en USA y Canadá mientras que mundialmente logró reunir $216.2 millones.

### Críticas
Bad Teacher recibió críticas mixtas de los críticos. En Rotten Tomatoes tiene una puntuación de 44%, basado en 178 comentarios, con un promedio de 5.3/10, y dice lo siguiente, «A pesar de un concepto prometedor y una actuación descaradamente encantadora de Cameron Diaz, Bad Teacher nunca es tan divertida como debería ser». En Metacritic le dieron al film 47 de 100, basado en 38 críticas, indicando «críticas mixtas». En CinemaScore obtuvo una «C+» en una escala de A+ a F.

## Premios
| Premios                   | Categoría                                                     | Nominado(s)       | Resultado |
| ------------------------- | ------------------------------------------------------------- | ----------------- | --------- |
| ALMA Awards               | Favorite Movie Actress – Comedy/Musical                       | Cameron Diaz      | Nominada  |
| Teen Choice Awards        | Choice Movie – Comedy                                         |                   | Ganador   |
| Teen Choice Awards        | Choice Movie Actor – Comedy                                   | Justin Timberlake | Ganador   |
| Teen Choice Awards        | Choice Movie Actress – Comedy                                 | Cameron Diaz      | Ganadora  |
| Young Artist Awards       | Best Performance in a Feature Film - Supporting Young Actor   | Matthew J. Evans  | Ganador   |
| Young Artist Awards       | Best Performance in a Feature Film - Supporting Young Actress | Kaitlyn Dever     | Nominada  |
| 2012 BMI Film & TV Awards | Film Music Award                                              | Michael Andrews   | Ganador   |

### DVD
Bad Teacher fue estrenado en DVD, Blu-ray, y en un combo pack el 18 de octubre de 2011.